# Gmina Wyryki
Die Gmina Wyryki ist eine Landgemeinde im Powiat Włodawski der Woiwodschaft Lublin in Polen. Sitz der Gemeinde ist das Dorf Wyryki-Połód mit etwa 400 Einwohnern.

## Geographie

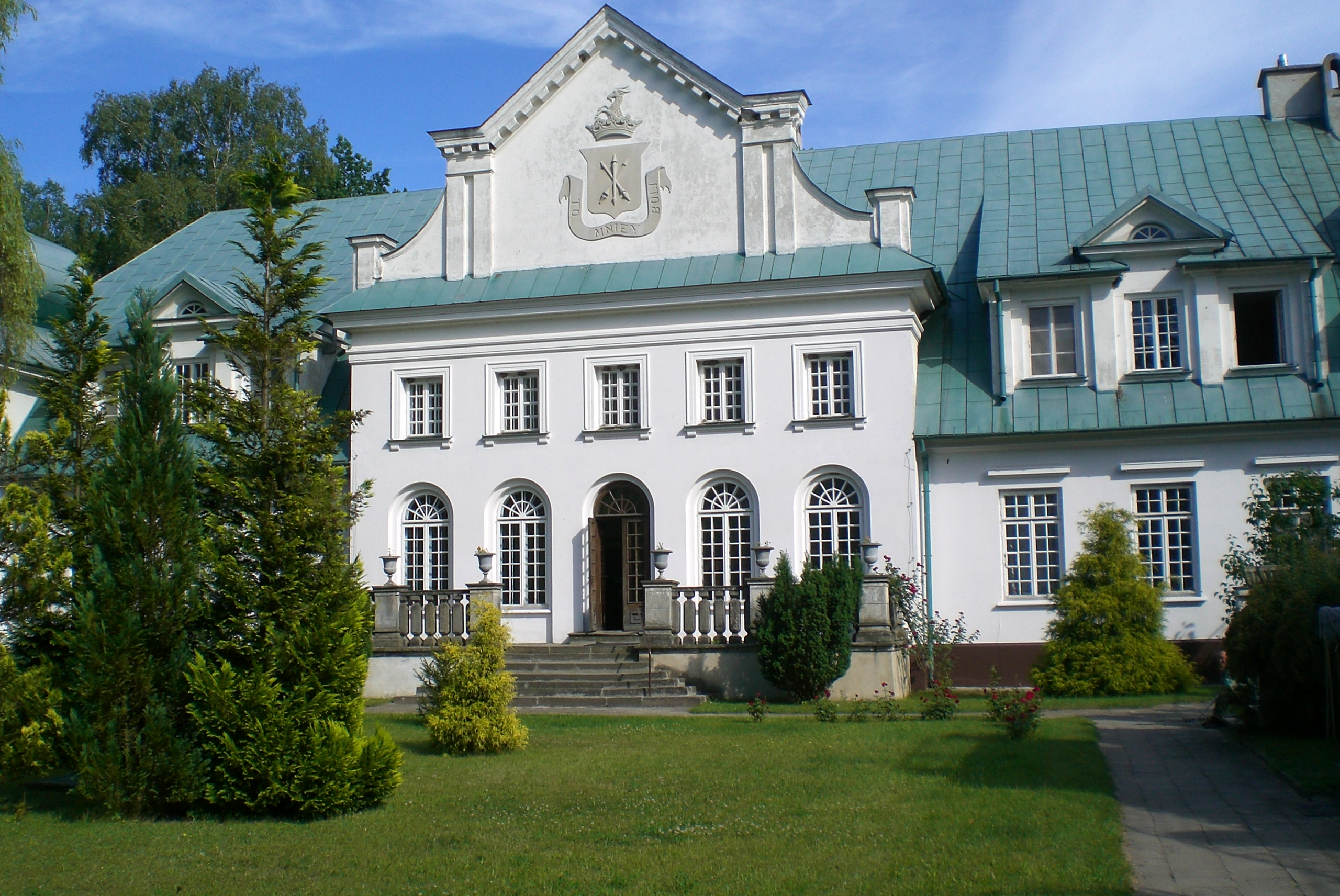
Zamoyski-Schloß in Adampol

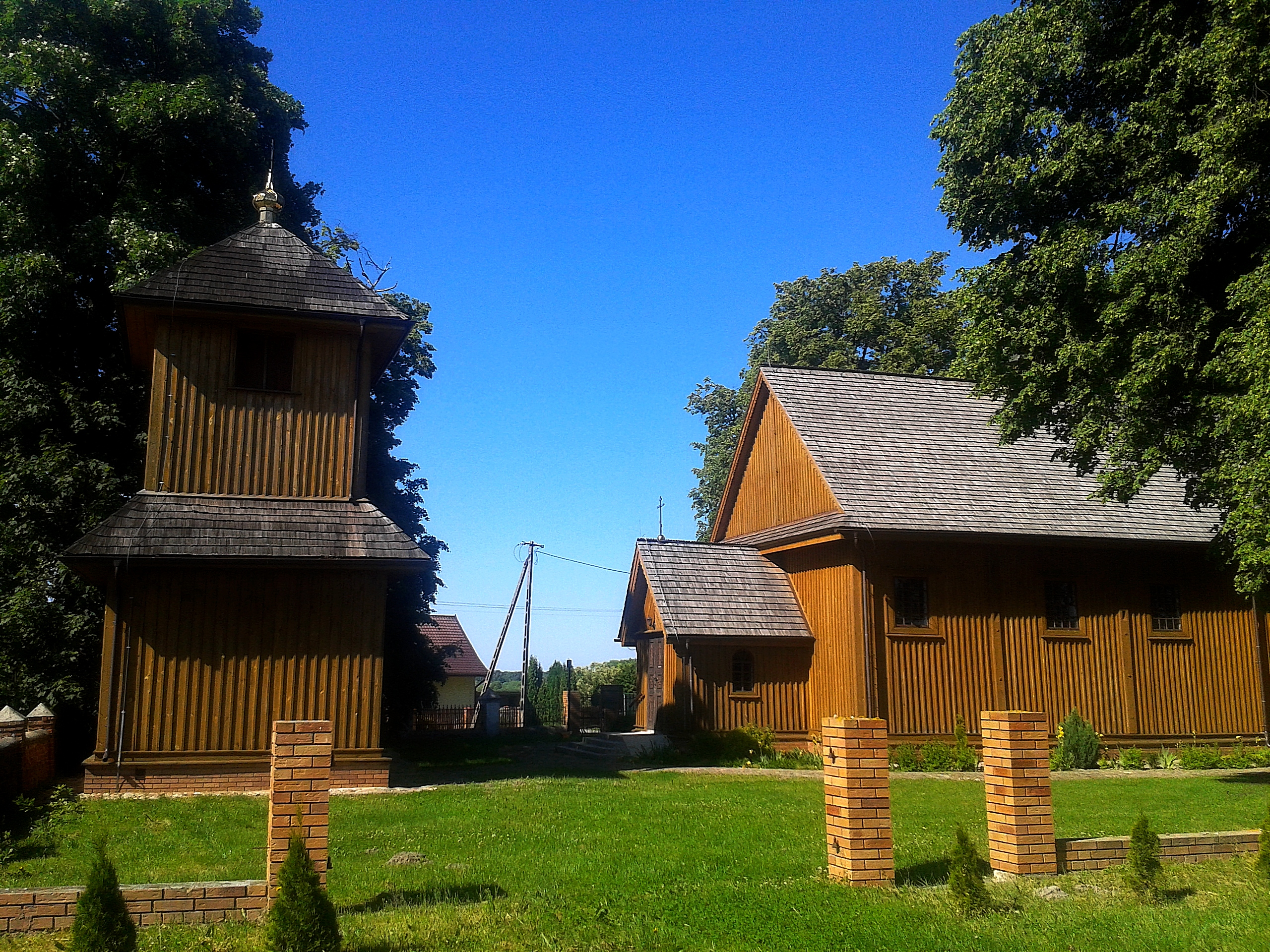
Orthodoxe Kirche in Horostyta

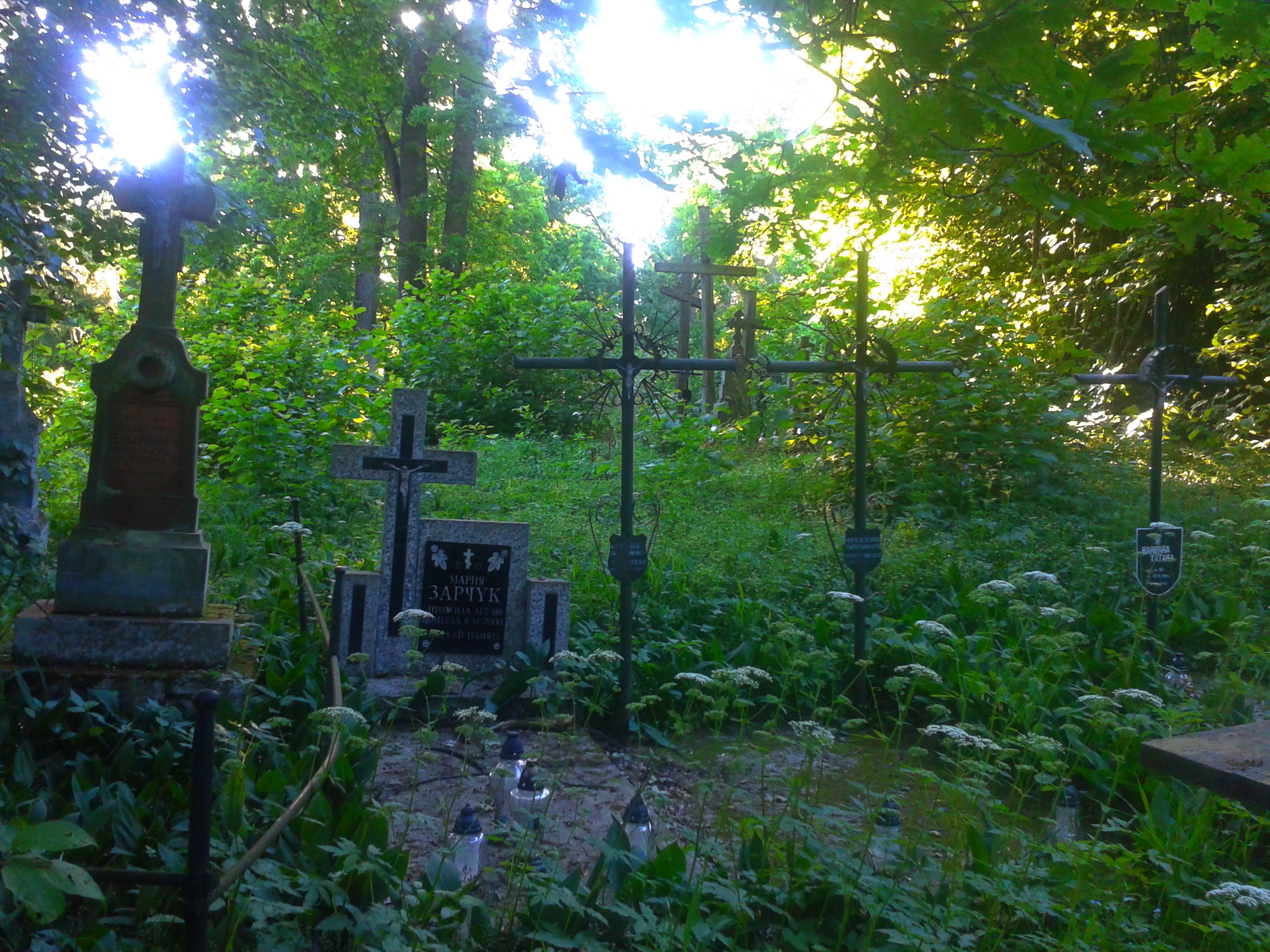
Orthodoxer Friedhof in Wyryki-Adampol

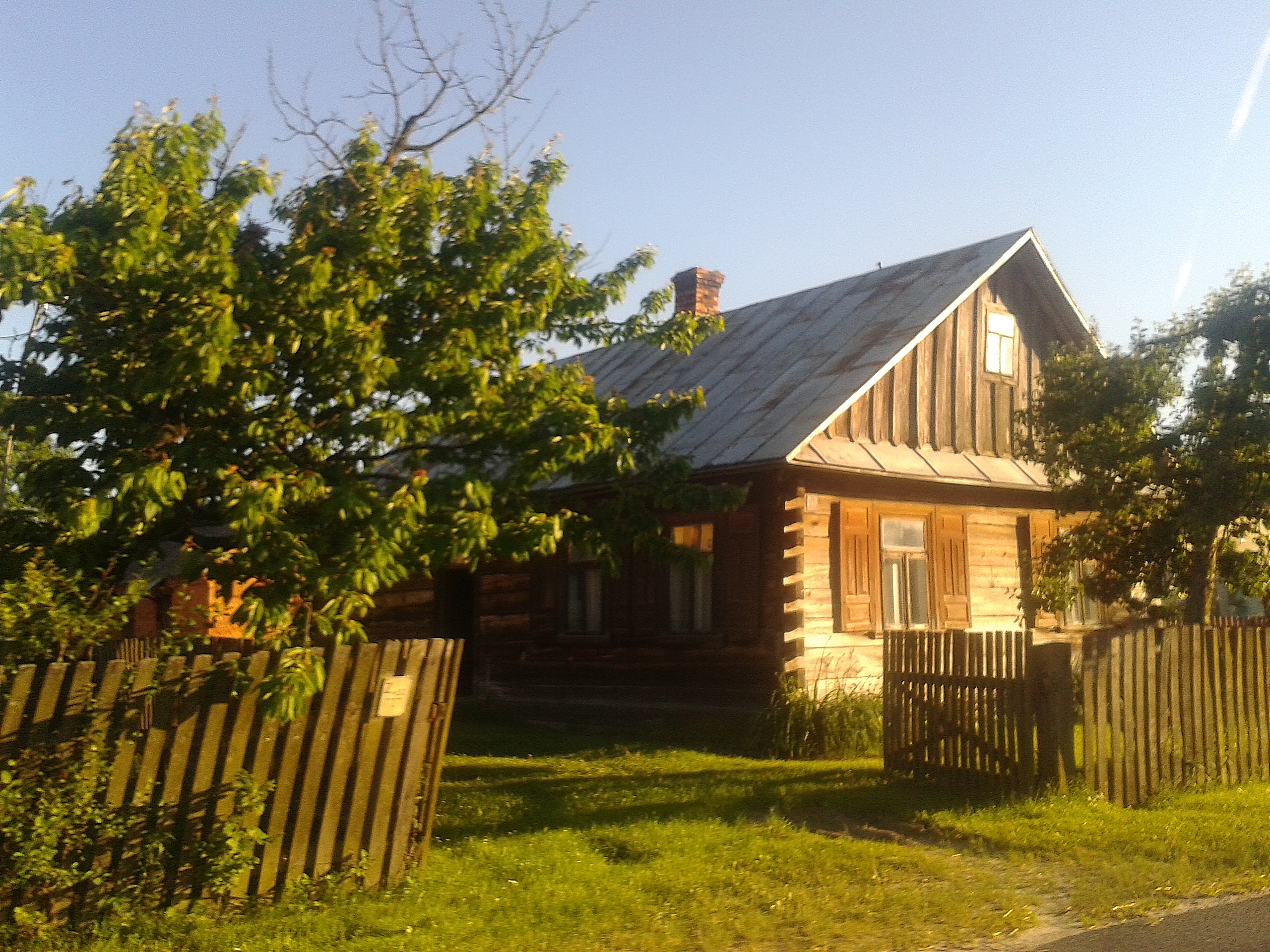
Holzhaus in Kaplonosy

Die Landgemeinde grenzt an die Gemeinden Dębowa Kłoda, Hanna, Hańsk, Podedwórze, Sosnówka, Stary Brus, Włodawa und die Stadt Włodawa. Über die Hälfte (54 %) des Gemeindegebiets ist bewaldet.

## Geschichte
In Adampol (kolonia) befand sich ein Arbeitslager des KZ Sobibor. Bei der Auflösung des Lagers am 13. August 1943 wurden 475 Insassen auf der Stelle erschossen, weitere kamen in die Vernichtungslager.
Von 1975 bis 1998 gehörte die Gmina zur Woiwodschaft Chełm.

## Gliederung
Zur Gmina Wyryki gehören folgende 16 Ortschaften mit einem Schulzenamt:
Adampol
Horostyta
Horostyta-Kolonia
Ignaców
Kaplonosy
Kaplonosy-Kolonia
Krzywowierzba
Lipówka
Lubień
Suchawa
Wyryki-Adampol
Wyryki-Kolonia
Wyryki-Połód
Wyryki-Wola
Zahajki
Zahajki-Kolonia
Weitere Orte der Gemeinde sind Adampol (kolonia), Adampol (osada leśna), Dobropol, und Krukowo.

## Kultur

### Baudenkmale in der Gmina
- Zamoyski-Schloß in Adampol
- Orthodoxe Kirche in Horostyta
- Orthodoxer Friedhof in Horostyta
- Orthodoxe Kapelle und Friedhof in Kaplonosy

### Weitere Sehenswürdigkeiten
- Orthodoxe Kirche in Suchawa
- Orthodoxer Friedhof in Wyryki-Adampol
- Orthodoxer Friedhof in Wyryki-Wola
- Historische Holzhäuser